# Seznam rumunských fregat

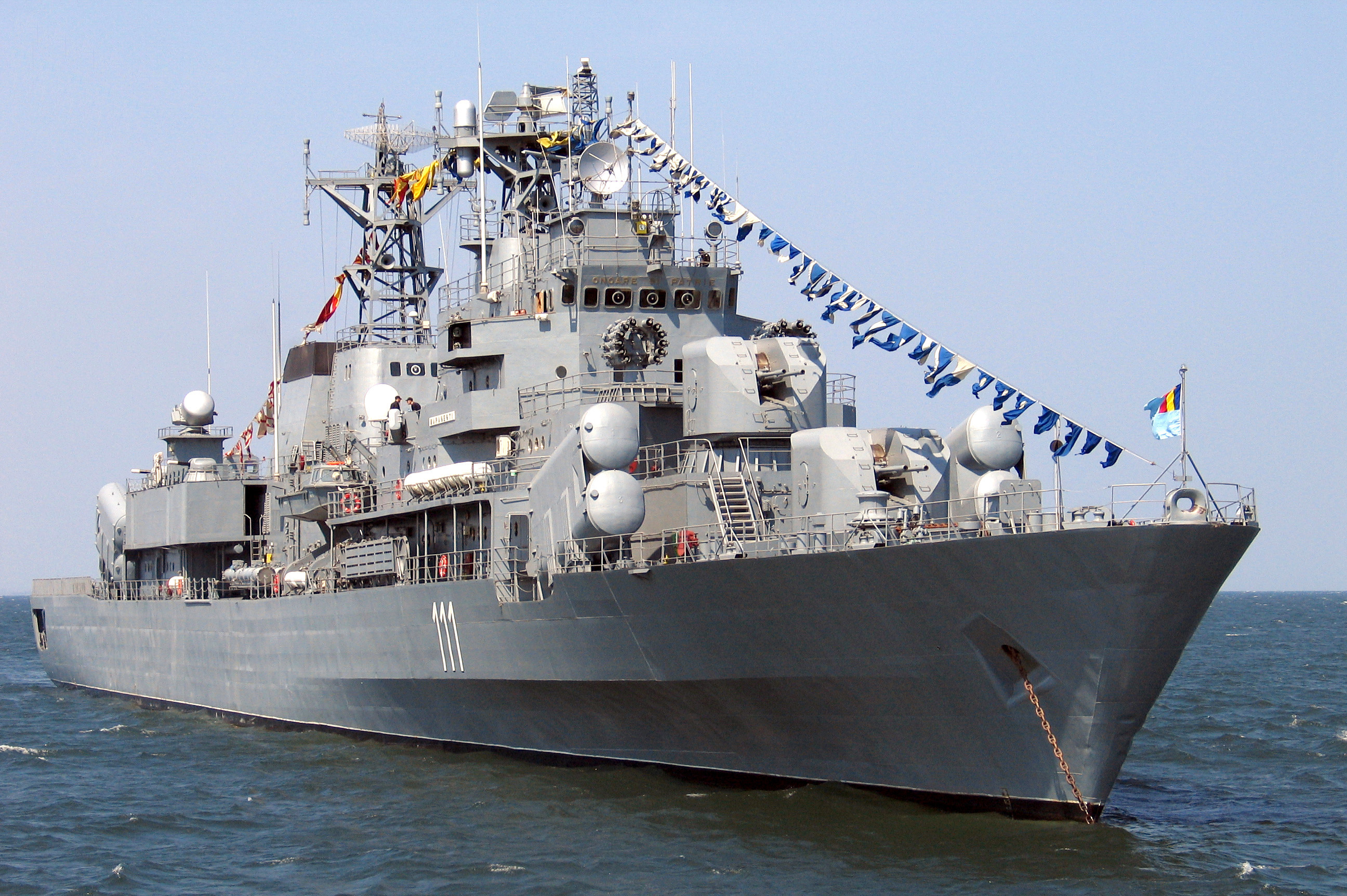
Mărăşeşti (F111)

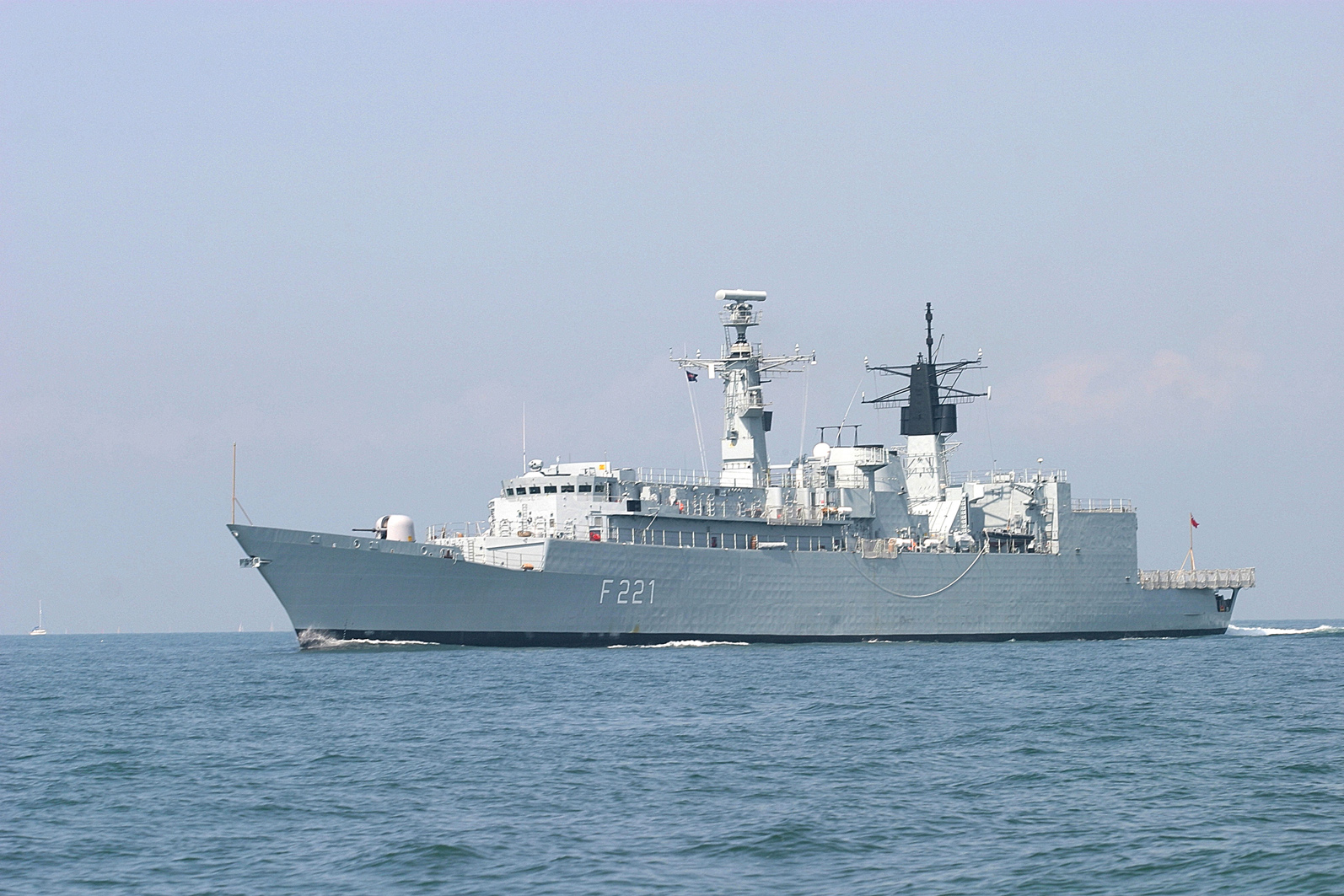
Regele Ferdinand (F221)

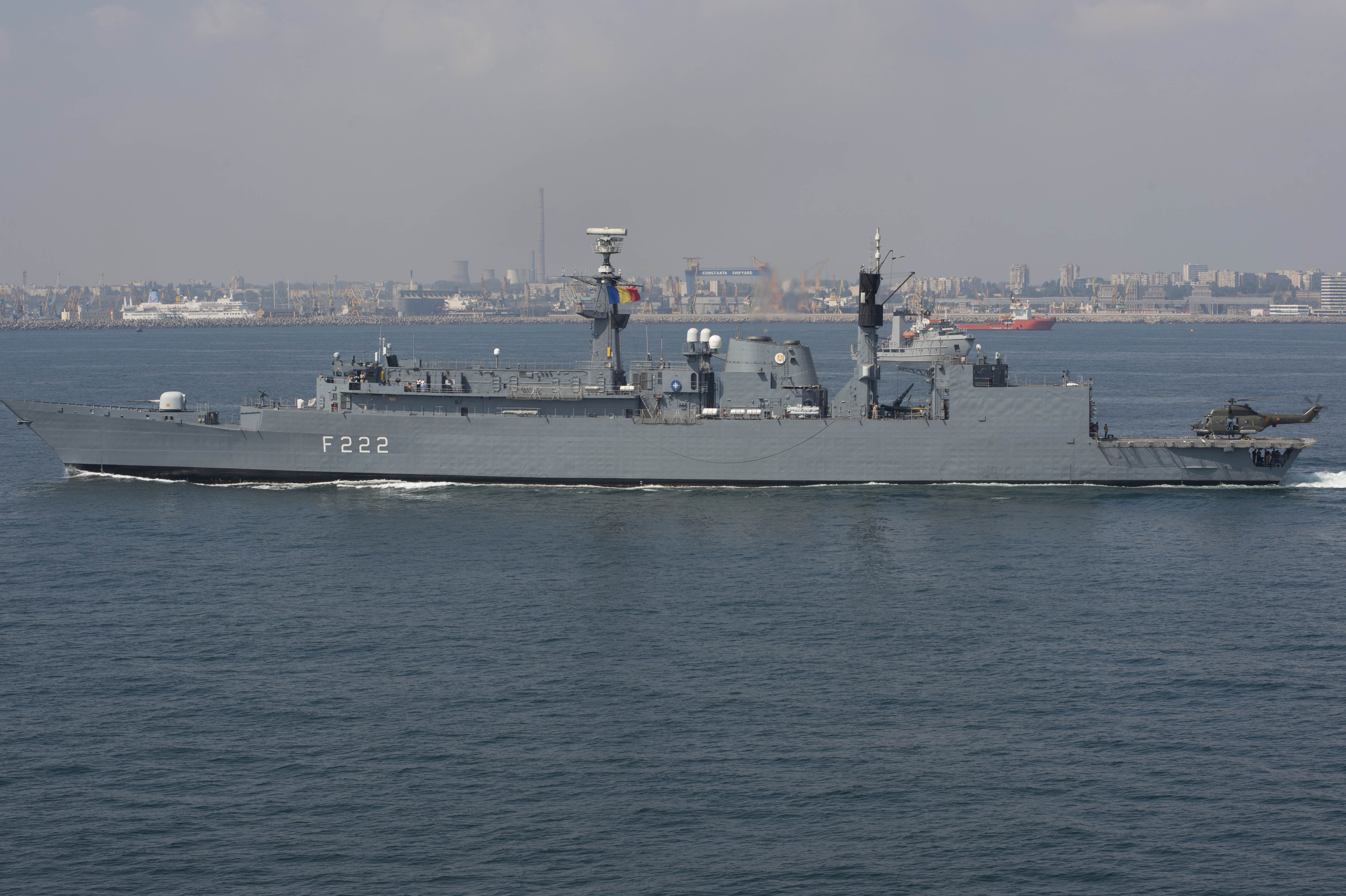
Regina Maria (F222)

Seznam rumunských fregat zahrnuje všechny fregaty, které sloužily nebo slouží u Rumunského námořnictva.

## Seznam lodí
- Mărăşeşti (F111) - aktivní

### Typ 22
- Regele Ferdinand (F221) - aktivní
- Regina Maria (F222) - aktivní